# Louise-Anne de Bourbon
Louise-Anne de Bourbon, född 23 juni 1695, död 8 april 1758, var en fransk furstinna (prinsessa de Condé). Hon var dotter till prins Louis III av Bourbon av Condé och Louise-Françoise de Bourbon, som var erkänd utomäktenskaplig dotter till kung Ludvig XIV av Frankrike och Madame de Montespan.

## Biografi
Louise-Anne räknades till franska kungahuset och hade titeln grevinna av Charolais. Louise-Anne gifte sig aldrig. Hon föreslogs äktenskap med Louis Auguste, prins av Dombes, men vägrade, och med regentens son, hennes kusin hertigen av Chartres, men dennes mor vägrade.
Louise-Anne var känd för sina kärleksaffärer, bland annat med greve Emmanuel Frans Josef av Bayern, illegitim son till Karl VII, tysk-romersk kejsare, men hennes mest berömda förhållande var med hertigen av Richelieu (1718), med vilken hon blev en rival till sin kusin Charlotte Aglaé av Orléans; de försökte båda befria honom från Bastiljen då han arresterats för sin andel i Cellamare-konspirationen.
Louise-Anne deltog i flera intriger. Hon är också känd för skvallret att hon hade ett förhållande med sin kusin kung Ludvig XV, och att hon hjälpte honom att leta efter kärlekspartners. Hon hade även vid ett tillfälle en förbindelse med markis de Sade.